# Наумов Михайло Іванович
Миха́йло Іва́нович Нау́мов (рос. Михаил Иванович Наумов; 3 (16) жовтня 1908, с. Большая Соснова, Пермський край, Російська імперія — 8 лютого 1974, Київ, Українська РСР, СРСР) — російський радянський офіцер, генерал-майор (09.04.1943), Герой Радянського Союзу (07.03.1943), в роки радянсько-німецької війни один з керівників партизанського руху в Україні, начальник штабу оперативної групи партизанських загонів Сумської області; командир партизанського кавалерійського з'єднання. Депутат Верховної Ради УРСР 2—5-го скликань.

## Біографія
Народився 16 жовтня 1908 року в селі Большая Соснова Пермської області в російській селянській родині.
Член ВКП(б)/КПРС з 1928 року.
З 1927 року працював слюсарем-трубопровідником на вугільній шахті.
У 1930 році почав службу в прикордонних частинах. Був курсантом школи молодших командирів 23-го полку внутрішніх військ у місті Шостці (Сумська область), курсантом хімшколи в місті Гомелі, слухачем Вищої прикордонної школи в Москві.
У 1938 році його призначили командиром роти 4-го мотострілецького полку внутрішніх військ у Києві.
З 1940 року — командир навчального батальйону прикордонних військ у Чернівцях.
На початку радянсько-німецької війни був начальником штабу підрозділу 94-го прикордонного загону військ Наркомату внутрішніх справ СРСР в місті Сколе Дрогобицької області. У перші дні війни потрапив в оточення, був поранений.
З липня 1941 року до 1 січня 1942 року перебував на окупованій території, пройшов пішки від міста Галич до Хінельських лісів на Орловщині.
У січні 1942 року встановив зв'язок з партизанами Червоного району Сумської області та став бійцем, а через нетривалий час — командиром групи партизанського загону. З жовтня 1942 року по січень 1943 року — начальник штабу оперативної групи партизанських загонів Сумської області.
У січні 1943 року з'єднанню М. І. Наумова було поставлено завдання — здійснити рейд з Хінельських лісів у південні райони Сумської області, паралізувати рух поїздів противника на ділянках Суми—Конотоп, Суми—Харків, а потім вийти на правий берег Дніпра для проведення бойових дій в Кіровоградській області.
1 лютого 1943 року кінне партизанське з'єднання під командуванням М. І. Наумова виступило в рейд з району Фатеж Курської області. За 65 днів рейду з'єднання пройшло тимчасово окупованою територією Сумської, Полтавської, Харківської, Кіровоградської, Одеської, Вінницької, Київської, Житомирської областей України та Поліської області Білорусі майже 2 400 кілометрів, провело 47 бойових і диверсійних операцій; найхарактерніші з них Юнково-Сумська, Шевченківська, Андріївська. В результаті бойових дій було знищено сотні німецько-фашистських солдатів і офіцерів, багато військової техніки.
Указом Президії Верховної Ради СРСР від 7 березня 1943 року за бойові заслуги перед Батьківщиною у справі організації партизанського руху в Україні, полковнику Михайлу Івановичу Наумову присвоєно звання Героя Радянського Союзу з врученням ордена Леніна і медалі «Золота Зірка» (№ 924). За успішне проведення Степового рейду М. І. Наумову в квітні 1943 року було присвоєно військове звання генерал-майора.
У червні 1943 року Український штаб партизанського руху поставив перед з'єднанням М. І. Наумова нове завдання: здійснити рейд Київською та Житомирською областями і вийти для бойових дій в Кіровоградську область. За період другого рейду з 12 липня по 22 грудня 1943 року партизанське з'єднання М. І. Наумова пройшло майже 2 500 кілометрів тилами ворога. Воно форсувало 23 річки, серед них: Прип'ять, Уборть, Случ, Тетерів. Провело 186 бойових операцій. Найуспішнішими з них є Рачковська та Ємільчинська в Житомирській області, де було знищено багато солдатів і офіцерів противника, захоплені зброя, боєприпаси, продовольство. З'єднання зросло з 355 до 1 975 чоловік.
У грудні 1943 року з'єднання партизанських загонів під командуванням М. І. Наумова в районі Городниці злилося з частинами Червоної Армії.
Перебуваючи на відвойованій території, з'єднання доукомплектувалось і переозброїлось. Після короткого відпочинку за завданням ЦК КП(б)У і наказом начальника Українського штабу партизанського руху з'єднання партизанських загонів під командуванням М. І. Наумова отримало завдання вийти для бойових дій в Дрогобицьку область.
21 січня 1944 партизани виступили в третій рейд. Просуваючись з боями тилами ворога, з'єднання пройшло територією Рівненської, Тернопільської, Дрогобицької, Львівської областей України та Люблінського воєводства Польщі, провело 72 бойові та диверсійні операції. 22 березня 1944 з'єднання партизанських загонів під командуванням М. І. Наумова зустрілося з частинами Червоної Армії.
Після війни М. І. Наумов продовжив військову службу. У 1945 році закінчив Вищі академічні курси при Вищій військовій академії імені К. Є. Ворошилова. Був начальником прикордонних військ Тихоокеанського прикордонного округу, потім служив в Прибалтиці.
З листопада 1946 по серпень 1951 року — начальник Управління Міністерства внутрішніх справ УРСР по Чернівецькій області. У 1953 році — виконувач обов'язків Міністра внутрішніх справ України, з листопада 1953 до квітня 1960 року — начальник управління внутрішніх військ МВС Української РСР. З квітня 1960 року — в запасі (на пенсії). Обирався депутатом Верховної Ради УРСР II—V скликань, делегатом XVI і XXI з'їздів Компартії України. Був членом Спілки письменників.

Могила Михайла Наумова

Жив у Києві. Помер 8 лютого 1974 року. Похований на Байковому кладовищі (ділянка № 46). У 1978 році на могилі встановлений пам'ятник роботи скульптора Тараса Братерського.

## Твори
- Хінельські походи. М., 1954;
- Степовий рейд. Київ, 1961;
- Західний рейд. Київ, 1985.

## Нагороди, пам'ять
Нагороджений орденом Леніна, двома орденами Червоного Прапора, орденами Богдана Хмельницького 1-го ступеня, Вітчизняної війни 1-го ступеня (02.05.1945), Червоної Зірки, медалями.
Ім'ям М. І. Наумова були названі вулиці в містах Києві, Пермі, Жовкві Львівської області, селі Большая Соснова Пермського краю, а також сторожовий корабель Внутрішніх військ Російської Федерації.